# Albuca pendulina
Albuca pendulina är en sparrisväxtart som först beskrevs av U.Müll.-doblies och D.Müll.-doblies, och fick sitt nu gällande namn av John Charles Manning. Albuca pendulina ingår i släktet Albuca och familjen sparrisväxter.
Artens utbredningsområde är Namibia. Inga underarter finns listade i Catalogue of Life.